# Analytical Methods
Analytical Methods (nach ISO 4 abgekürzt Anal. Methods) ist eine wissenschaftliche Fachzeitschrift, die von der Royal Society of Chemistry veröffentlicht wird. Die erste Ausgabe erschien im Jahr 2009. Derzeit erscheint die Zeitschrift mit 12 Ausgaben im Jahr. Es werden Artikel veröffentlicht, die sich mit neuen analytischen Methoden beschäftigen.
Der Impact Factor lag im Jahr 2019 bei 2,596. Nach der Statistik des ISI Web of Knowledge wurde das Journal 2014 in der Kategorie analytische Chemie an 42. Stelle von 74 Zeitschriften, in der Kategorie Spektroskopie an 22. Stelle von 44 Zeitschriften und in der Kategorie Lebensmittelwissenschaft und -technologie an 41. Stelle von 123 Zeitschriften geführt.